# Kultura Sintašta

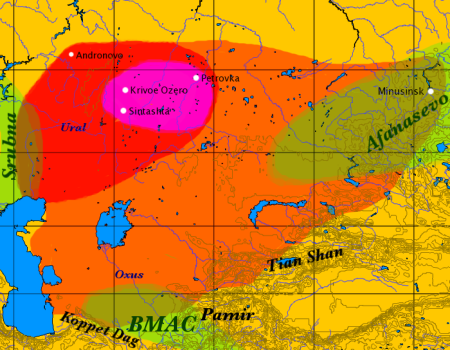
Kultura Sintašta (červeně) a kultura Andronovo během 2. tisíciletí př. n. l. překrývající se s afanasjevskou kulturou (žlutozeleně) a Baktrijsko-margiánský kulturní komplex (taktéž žlutozelená). Oblast nejstaršího rozšíření válečných vozů vyznačena fuchsiovou.

Kultura Sintašta, též Sintašta-Petrovka či Sintašta-Arkaim, je archeologická kultura doby bronzové severních eurasijských stepí na hranicích s východní Evropou a střední Asií. Existovala přibližně v letech 2 200 až 1 800 př. n. l. a vznikla nejspíše migrací lidu kultury se šňůrovou keramikou na východ, a stejně jako v případě andronovské kultury její nositelé nejspíše náleželi k předkům Indoíránců. V této kultuře byl také nejspíše vynalezen válečný vůz. Mezi nejvýznamnější naleziště patří ruské naleziště Sintašta a Arkaim a kazachstánské naleziště Petrovka.